# Рагнарьок
Рагнарьок  (Ragnarök, „Залезът на боговете“) в скандинавската митология е поредица от значими събития, включваща титанична битка, за която било предречено, че ще завърши със смъртта на много богове и герои (в това число Один, Тор, Фрейр, Хеймдалур и Локи), настъпването на различни природни катаклизми, и последващият потоп на земята. Според мита, след Рагнарьок светът отново се появява над водата, обновен и плодороден, оцелелите след битката богове се срещат и земята се населва отново от потомството на две оцелели човешки същества – Лиф и Лифтразир.
За събитията, свързани с Рагнарьок, се говори първо в поетичната Стара Еда, която през 13 век е събрана от различни устни предания, а после и в Снора Еда, написана в проза от Снуре Стурлусон. Популярност им придава и последната от цикъла опери на Рихард Вагнер „Пръстенът на нибелунга“, озаглавена „Залезът на боговете“ (в оригинал: Götterdämmerung).